# Couvent des Bernardins de Minsk

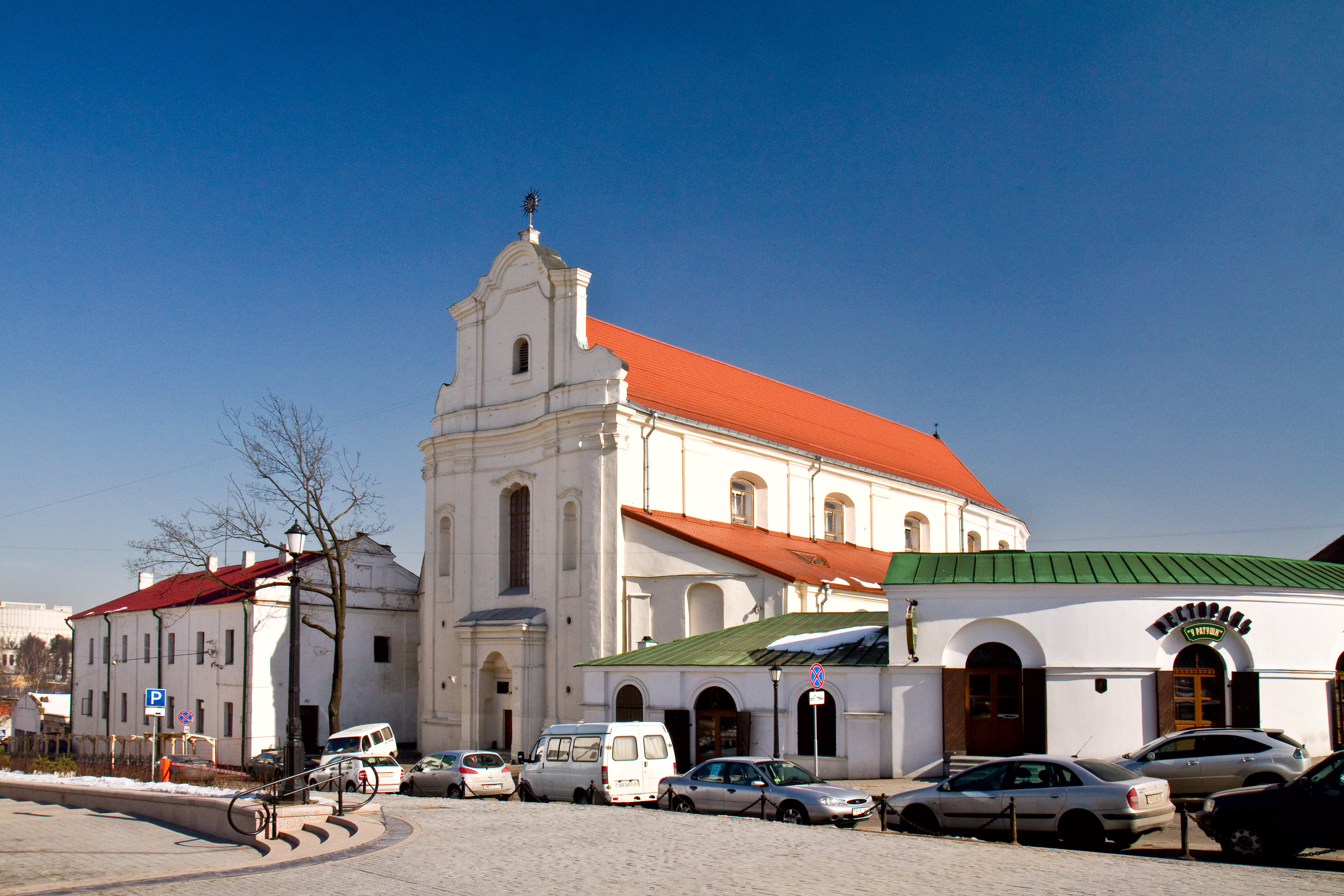
Vue de l'ancienne église Saint-Joseph.

Le couvent des Bernardins (Монастырь бернардинцев) est un ancien couvent de Bernardins situé à Minsk, capitale de la Biélorussie. Fondé en 1624, il a cessé d'exister en 1864.

## Histoire

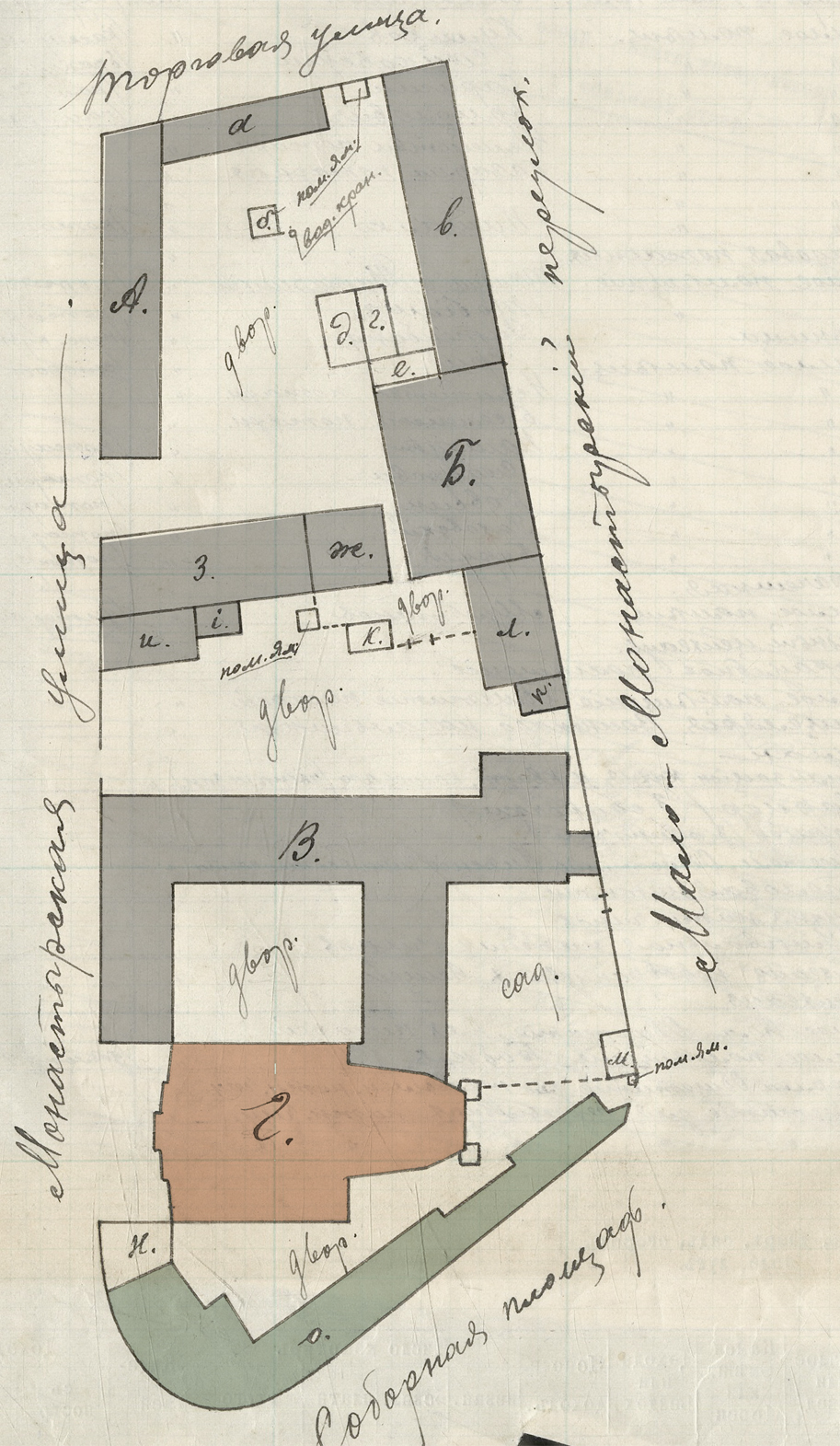
Plan de l'ensemble conventuel.

Le couvent des Bernardins est construit juste à côté du couvent des Bernardines de Minsk en plein centre-ville, non loin de l'hôtel de ville et du marché central. Il a été fondé en 1654 par André Kęsowski et son frère Jean avec une église de bois terminée en 1630 environ ; mais l'ensemble disparaît dans un incendie en 1644. Une nouvelle église de pierre est terminée en 1652 consacrée à saint Joseph avec de nouveaux bâtiments monastiques. Ils sont restaurés et réaménagés à plusieurs reprises après des incendies (1656, 1740 et 1835). Une restauration d'importance a lieu en 1752, ce qui donne l'aspect actuel de l'ensemble en style baroque.
À la fin du XVIIIe siècle et au début du XIXe siècle,  le couvent des Bernardins occupe tout un quartier délimité entre la grande rue des Bernardins, la petite rue des Bernardins, la rue Zybitskaïa et la place du marché supérieur. Il est composé de l'église conventuelle, du bâtiment des frères, formant un carré autour d'une cour intérieure et de divers bâtiments de bois ou de pierre, le réfectoire, l'école, l'infirmerie, les écuries et la brasserie. Le tout est entouré de remparts avec plusieurs portes, la plus grande étant devant l'église.

### Église Saint-Joseph
L'église est de plan basilical à trois nefs sans clocher. La nef centrale plus haute est couverte d'un toit à deux versants et se termine par une abside à trois murs. Les nefs latérales sont un peu plus basses avec des chapelles séparées surmontées de voûtes croisées. La façade orientée concentre les principaux éléments décoratifs. Elle est de forme convexe, décorée de pilastres avec de petits chapiteaux surmontés d'écus et de volutes de côté. Les parties de côté sont ornées de deux niches, où se trouvaient autrefois des statues. Le portail d'entrée est important surmonté d'une triple fenêtre. Les façades de côté sont plus modestes, simplement décorées de pilastres scandés par des fenêtres. 

### Après 1864

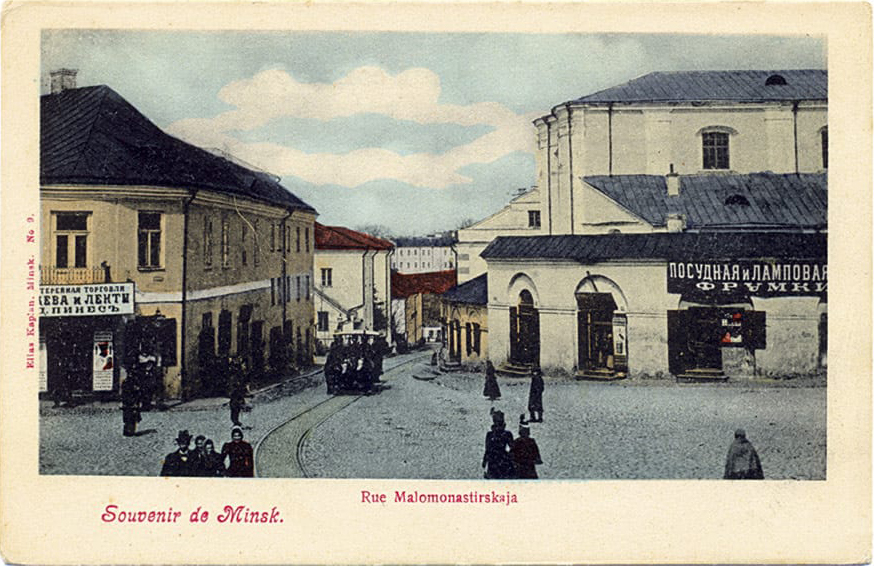
En 1902.

L'ensemble conventuel est fermé et confisqué par les autorités impériales en 1864 en rétorsion contre la participation des fidèles à l'insurrection de 1863. Les bâtiments conventuels servent de prison et l'église donnée pendant quelques années aux orthodoxes, avant rapidement de devenir un tribunal, puis un dépôt d'archives.
L'église Saint-Joseph est restaurée en 1983 avec sa façade retrouvée comme avant 1864. Aujourd'hui, elle abrite des archives scientifiques, littéraires et artistiques du musée de la littérature et des arts de Biélorussie, tandis que dans les anciens bâtiments conventuels sont installés le commandement militaire et la procurature. L'intention du gouvernement d'en faire un complexe hôtelier de luxe a suscité une immense controverse en 2010,.